# 신나치주의

프랑스의 신파시스트 단체들은 1940년대부터 켈트 십자가를 모호한 "기독교적이고 이교도적인" 상징으로 채택했다.

신나치주의는 제2차 세계 대전 및 나치 독일 이후에 나치즘을 일부 수정하거나 재수용하는 사상이나 움직임이다. 네오나치즘(Neo-Nazism), 네오나치(Neo-Nazis, 문화어: 신나치스) 또는 신민족사회주의(Neo-Nationalsozialismus)라고도 한다.
신나치주의자들은 자신들을 신나치라 하지 않고, 주로 국가사회주의자나 그에 관련된 말을 써서 부른다. 이들을 지지하는 사람들 중 절대다수는 사회적 매장과 법적책임을 피하기 위해 나치에 관련 혹은 유사한 용어를 쓰는 것을 피하고 있으며, 주된 혐오의 대상을 유대인에서 무슬림, 외국인 노동자 등으로 수정하였다. 현재 유럽 여러 국가들은 나치, 인종 차별, 반유대주의에 대해 찬양하여 표현하는 것을 법으로 금지하고 있다.
이들은 주로 나치 독일이 사용했던 빨간색-하얀색-검은색으로 색칠된 스바스티카 (Swastika), 지그 룬 (Sig Runes) 같은 인도-아리안 심볼을 사용한다.
국제적으로 빠른 속도로 퍼져 나가고 있어서 여러 나라들의 사회 문제로 지적되고 있다. 유럽과 북미대륙, 일본을 비롯한 아시아의 많은 국가에서 이러한 관련 조직이 생겨나고 있다.

## 독일의 경우

### 역사
제2차 세계 대전 이후 연합군과 새 정부는 신나치 세력이 생겨나지 않도록 이른바 탈나치화 계획을 실행했다. 서독정부는 나치를 찬양하는 발언뿐만 아니라 나치의 정계진출을 금지하도록 법을 제정하였다. 나치스상징이 새긴 깃발이나 물건따위를 공공연히 보여주고 있으면 최대 1년징역을 선고할 정도로 네오나치를 억압하는 법은 엄하였다. 1960년대까지만 해도 신나치의 활동은 극히 적었으며 나치 잔당들이 극우정당을 수립하기도 하였으나 그 영향은 극히 미미했다.
1970년대까지만 하더라도 사회주의 제국당(SRP)이나 독일 국가민주당(NPD)과 같은 정당에서 보이는 것처럼, 극우조직은 2차 대전의 나치잔당에 의한 주도로 이루어졌다. 70년대 후반 이후부터는 나치 독재나 2차 대전의 경험이 없는 세대가 점차 전면에 나서게 되어 일종의 세대교체를 보여준다. 이들은 전쟁세대의 나치즘과 유사한 가치관을 받아들였으며, 이들보다 친폭력적인 성향을 보이는 차이점을 가지기도 한다.
1990년 독일 통일 후, 경제불안, 고실업률으로 인해 수많은 신나치단체들이 생겨났다. 신나치단체들은 자신의 추종자들을 모으기 시작했는데 이 추종자 중 거의 대부분은 구 동독청소년들이었다. 이전의 나치들이 그랬듯 이단체들도 슬라브족국가(특히 폴란드)에 대해 반감을 가지고 있으며, 통일 뒤, 서독에서 동독으로 이주한 사람들에게도 그러한 감정을 가지고 있다. 신나치단체들 거의 대부분의 사상은 슈트라서리즘(Strasserism)-극인종차별, 과격파, 노동중심사상과 유사하다.

### 통일 이후의 폭력건들
- 국외망명자 및 외국인 노동자 숙박시설 파괴
  - 호이어스베르다 - 1991년 9월 17일~22일
  - 로스토크시 리첸하겐구(Rostock-Lichtenhagen) - 1992년 8월 23일~27일
  - 슈베트, 에베르스발데, 아이센휘텐스타트(Eisenhüttenstadt), 엘스테르베르다(Elsterwerda) - 1991년 10월
- 폴란드인 소유 차에 페인트 낙서
  - 뢰크니츠(Löcknitz) - 2008년 1월 13일
- 방화 및 살인
  - 1992년 11월 23일, 묄른에서 방화로 터키인 소녀 3명 사망, 그 외 9명 부상
  - 1993년 5월 29일, 졸링겐에서 스킨헤드의 방화로 터키인 성인여성 2명, 소녀 3명 사망, 그 외 7명 경부상
  - 2000년부터 2011년까지 11년에 걸쳐 3명의 신나치주의자들은 독일의 여성 경찰관과 터키인을 포함한 11명을 연쇄살인했다.[1] 계속 드러나지 않던 이 범죄는 해당 신나치주의자들이 은행강도에 실패하면서 알려지게 되었는데 은행강도에 사용된 총이 그들이 살해한 여성 경찰관의 소지품인 것으로 밝혀지면서 알려졌다.[2][3]

이러한 활동 등의 이유로 독일 내에선 수백, 수천 명에 이르는 시민들이 신나치세력에 반대해 시위를 했으며 결국 과격파 신나치반대세력과 신나치 간에 폭력적인 사태까지 빚게 되었다. 1991년 통계에서는 849건의 증오범죄가 보고됐으며 1992년에는 특히나 구 동독 소속의 연방주들을 중심으로 1,485건의 증오범죄가 보고됐다. 1992년 이후 그 수는 줄었으나, 최근 몇 년간 꾸준히 증가하고 있는 추세다. 구 동독지역에서는 극우단체들이 40년 동안 총 17명을 살해한 것으로 알려져 있다. 특히 신나치는 독일 본토에서 독일 순혈출신 신나치주의자들에 의해 활성화되고 있으며 이 때문에 앙겔라 메르켈 독일 총리는 크게 충격을 받았다.
1990년대 후반, 2000년대 초반에 신나치는 제2차 세계 대전 중 일어났던 드레스덴 대공습을 기념하여 집회를 열었다. 2009년 독일 국가민주당의 후원으로 JLO(Junge Landsmannschaft Ostdeutschland)는 행진 군을 조직했는데, 이 과정에서 신나치 6,000명과 수천 명에 이르는 반나치단체와 경찰이 맞대고 있었다.
독일은 미국, 스칸디나비아 국가, 체코, 헝가리, 이탈리아에서 들여오는 나치 상품들의 밀수를 금지하고 있다. Landser와 같은 네오나치 록 밴드는 독일에선 불법이지만 미국 등 다른 나라에서는 여전히 이들의 부틀랙 앨범이 팔리고 있다.
대부분의 신나치 웹사이트들은 미국과 캐나다를 통해 인터넷 서버를 운영하면서 나치에 관련된 이야기를 벌인다. 또한 새로운 상징기호나 문양을 만들거나 이전 나치들이 사용했던 스바스티카, 태양면(Sun Disk), 태양바퀴(Sun Wheel), 늑대십자(Wolf's cross), 늑대갈고리(Wolf's hook), 검은 태양(Black sun), 검은 별(Black star)을 수용하여 창안하기도 한다.
독일 연방 헌법 재판소는 NPD가 부분적으로 신나치주의자를 받아들이고 있다는 혐의로 재판을 시행했는데 그 과정 중 몇몇 고위직에 있던 당원들이 국가정보원의 밀고자로 일했다는 사실이 밝혀졌다. 재판은 일시적으로 중단되었는데, 후에 NPD 내의 정확한 알 수 없는 배후세력에 의해 그 재판은 기각되었다.
2004년 NPD는 9.1%의 지지율로 작센지방의 의원직을 겸하게 됐다. 이 때문에 다른 당원들은 NPD 의원들과 합석하기를 거부하는 사태가 벌어지기도 했다. 또한 2006년 메클렌부르크주 의원선거에서 NPD는 7.3%의 지지율로 6석을 차지하기도 했다.

## 다른 나라의 경우

### 오스트리아
1945년 연합군이 오스트리아를 해방시킨 직후 오스트리아의 사회당(SPÖ)과 보수당(ÖVP), 공산당(KPÖ)으로 이루어진 반나치세력들은 나치시대로 인한 후폭풍을 막으려고 1945년 5월 8일 NSDAP(독일노동당)의 활동, 즉 나치활동을 금지하는 법안을 통과시켰다. 이 탈나치화 계획은 나치지하조직, 나치추종자들을 숙청시키기 위해 고안됐으나, 문제의 심각성과 계획의 관료적 단점 때문에 성공하지 못했다. 그러나 무엇보다도 주된 원인은 NSDAP의 전(前)당원들과 지지자 숙청의 유명무실화 때문이었다. 결국 50만 명이 넘는 나치전범들이 1949년 총선거에 참여할 수 있게 되었으며 수많은 전(前)나치들이 사회당과 보수당으로 당을 옮겼다. 그로 인해 이들을 위한 특권이 생겨나게 됐는데, 그 내용은 이러하다.
- 나치시대 당시 만행들의 은폐
- 나치전범들에 대한 기소의 철폐
- 나치에 협력한 공무원, 교수, 변호사들의 복직

1949년 오스트리아 선거에서 독립연합당(VdU)의 전(前) 나치들이 당선됐다. 독립연합당은 점차 규모가 커져갔으며, 1955년 연합군의 철수로 독립연합당은 신나치주의자부터 범게르만주의자까지 이르러 더욱 커졌다. 정당은 1955년에 해체됐으나, 1년 후 오스트리아자유당(FPÖ)으로 재조직됐으며 첫 번째 당대표는 나치시대 당시 장관직을 연임했던 안톤 레인탈러와 나치친위대(SS)의 장교였던 프리드리히 페터였다.
1960년대부터 1970년대까지 오스트리아자유당의 의장 프리드리히 페터는 오스트리아자유당을 민주주의 체제로 바꾸기 시작했다. 이로 인해 당원들 중 일부는 1966년 오스트리아자유당에서 탈당해 노르베르트 버거를 중심으로 국민당(NDP)을 세웠다.
1972년 나치시대 당시 독일군 정보장교이자 돌격대(SA) 단원이었던 국민당 소속 쿠르트 발트하임이 국제 연합 사무총장에 당선됐다. 이 일로 일부 유대인 대학살 유가족들은 반발을 일으켰으며 반(反)UN연합들은 ‘UN은 전체주의자와 협력한다.’라고 비판했다.
1979년 50개에 가까운 오스트리아 극우기구들의 이름이 나열된 ‘1945년 이래 활동하는 극우단체‘라는 문서가 오스트리아 저항문서 보관국(DÖW)에서 유출됐다. 그러나 이 사건이 발생했을 당시 중학교와 대학교에서는 학생들에게 오스트리아에 대한 애국심을 가르치는 것에 관심을 두고 있었기에 점차 잊혀져갔다. 하지만 1960년대 당시 30%에 다다랐던 자유학생동맹(RFS)의 지지율은 1987년 학생 선거에서 2%로 크게 추락했으며 1995년 오스트리아학생연합에서는 4%의 지지율을 얻었고, 같은 해 오스트리아자유당은 총선거에서 22%의 지지율을 얻었다.

### 벨기에
벨기에 신나치주의단체인 피, 흙, 명예와 충성은 1987년 인터넷 상에서 조직된 피와 충성에서 시작하여 2004년 조직됐다. 2003년 12월 테러공모, 인종 차별, 반유대주의, 유대인 대학살 부인주의 혐의로 11명의 군인을 포함한 17명이 체포됐는데, 후에 2006년 9월에 이들은 본격적으로 알려지기 시작했다. 벨기에 법무장관 로레트 온켈링크스와 내무부장관 패트릭 드웰의 발표에 따르면 이 용의자들은 ‘벨기에의 붕괴’를 위해 테러 공격을 준비하고 있었다고 말했고 또한 레지스탕스 네트워크의 기자 마누엘 아브라비치도 이와 유사한 내용을 보도했다.
150명의 요원을 투입한 벨기에 경찰은 핀란드 5개의 군 병영에서 18개의 주소를 찾아 그 곳에서 수많은 양의 총기, 군수품, 수류탄을 발견했다. 또한 주요 용의자는 독일의 극우 단체 국민동맹과 손을 잡고 무기 암거래 주선과 국제적으로 자신들의 이름을 알리고 있던 중으로 밝혀졌다.

### 그리스
호르스트 베셀의 노래를 당가 중 하나로 삼고 있으며 당 표어는 "피, 명예, 황금새벽"이며 이중 '피, 명예'는 히틀러 유겐트의 단검에 적혀있다. 또한 국수주의, 신파시즘, 대중주의적 운동 같은 요소들이 있다.

### 일본
일본에는 주로 국가사회주의 일본 노동자당이라는 신나치주의정당이 있으며 일본 극우들 중에서는 간혹 신나치주의적 성향을 가지고 있는 사람들도 있다.

## 홀로코스트에 대한 입장
일부 신나치주의 진영에서는 홀로코스트를 부정 또는 축소시키고 있다. 가령, 600만 명 이상의 사망자를 낸 이 사건이 유대인들에 대한 동정심을 유발시키기 위해 과장되었으며, 실제 희생자는 백만 명 선이라는 주장과 같은 축소설이 그러한 예이다. 홀로코스트 역사가들은 신나치주의자의들의 이러한 사건을 왜곡하는 경향을 부인주의로 규정하고 있으며, 실제로 제2차 세계 대전 동안 죽은 유대인들이 510만 명에서 620만 명이라고 추정하고 있다.